# Fadiey Lovsky
Fadiey Lovsky, né le 28 septembre 1914 à Paris et mort le 23 mai 2015 à Échirolles, est un historien protestant français né à Paris,. Spécialiste des relations entre judaïsme et christianisme, il a reçu en 2000 le prix de l'Amitié judéo-chrétienne de France.

## Biographie
Il devient protestant après une rencontre avec le pasteur Henri Nick, et sa vie est marquée par une spiritualité piétiste. Il devient notamment membre de l’Union de prière de Charmes-sur-Rhône. Il est historien, ancien élève de l’École normale supérieure de Saint-Cloud, et professeur d’histoire de lycée, dans le Jura, à Poligny et Lons-le-Saunier.
Il dirige les Cahiers d’études juives, édités après la Seconde Guerre mondiale par la revue Foi et vie, à la demande du pasteur Charles Westphal, durant une quarantaine d'années. Il rejoint dès sa création en 1970 la commission de la Fédération protestante de France « Église et peuple d’Israël », commission qu'il préside de 1980 à 1986.
Il meurt le 23 mai 2015, à cent ans passés.

## Ouvrages
- John Wesley, apôtre des foules, pasteur des pauvres, Éditions du Réveil, 1951, extrait en ligne.
- Antisémitisme et mystère d’Israël, 1955

- L'église et les malades depuis le IIe siècle jusqu'au début du XXe siècle, Éditions du "Portail", 1958 ; réédition revue et augmentée par David Bouillon, Éditions HET-PRO, 2019  (ISBN 978-2-9406-5001-9)

- L’antisémitisme chrétien, 1970

- La déchirure de l’absence : essai sur les rapports entre l’Église du Christ et le peuple d’Israël, 1971
- Un passé de division. Une promesse d'unité (Préface d'Albert Decourtray), Éditions Saint-Paul, 1990
- Pauvrette Église, Mame, 1992
- L'unité : une option non facultative, Éditions Olivetan, 1999
- La fidélité de Dieu, Parole et silence/Cerf, 1998
- Corps, âme, esprit par un protestant, Le Mercure Dauphinois, 2002
- Laadia les yeux fermés, Éditions Amalthée, 2007
- (posthume) Notules bibliques, brèves méditations de quelques passages des deux Testaments, Éditions Parole et silence, 2020